# 23244 Lafayette
23244 Lafayette este un asteroid din centura principală de asteroizi.

## Descriere
23244 Lafayette este un asteroid din centura principală de asteroizi. A fost descoperit pe 20 noiembrie 2000 la Stația Anderson Mesa în cadrul programului LONEOS. Asteroidul prezintă o orbită caracterizată de o semiaxă mare de 2,71 ua, o excentricitate de 0,20 și o înclinație de 13,6° în raport cu ecliptica.